# Cremastra guizhouensis
Cremastra guizhouensis är en orkidéart som beskrevs av Qian Hai Chen och Sing Chi Chen. Cremastra guizhouensis ingår i släktet Cremastra, och familjen orkidéer. Inga underarter finns listade i Catalogue of Life.